# ブッダチャリタ
『ブッダチャリタ』（Buddhacarita、बुद्धचरित、仏所行讃、ぶっしょぎょうさん）とは、仏教僧である馬鳴（アシュヴァゴーシャ）の著作とされる、釈迦の生誕から入滅までを描いた仏教叙事詩。

## 概要
釈迦の生涯に題材を採った、28編の韻文から成るサンスクリットの美文体文学（カーヴィヤ、kāvya）。梵語原典は前半の14編のみ現存し、後半は散逸。漢語訳版（『仏所行讃』）とチベット語訳版が全編現存しているため後半14編の内容の復元は可能であるが、梶山雄一によれば漢語訳版は梵語原文から意訳する傾向や訳者が勝手に内容を改変する傾向が見られ、チベット語訳版は恐らく梵語原文に忠実だが直訳の傾向にあって文意を掴みづらいという欠点があるという。　
馬鳴はクシャーナ朝で活躍した代表的な仏教文学者だが、本作は後の時代のグプタ朝において進められることになる仏典のサンスクリット化の先駆でもある。また六神通を使う超人的存在としての釈迦像と、説話や比喩の多用で表現する仏伝というジャンルを確立・大成した作品とも評される。ただし馬鳴はブッダチャリタを書くにあたり自ら釈迦の伝記や超人的逸話を創作するようなことはせず、前半は『根本説一切有部律破僧事』、後半は『大パリニッバーナ経』（『パーリ仏典』収録）を底本にしている。
『仏所行讃』は『ブッダチャリタ』を曇無讖が漢訳したもので、大正新脩大蔵経には第4巻本縁部No.192に収録されている。

## 日本語訳
- 『梵詩邦訳 佛陀の生涯』（平等通昭訳・注解、インド学研究所、1929、改訂新版1957ほか）
- 『大乗仏典13 - ブッダチャリタ（仏陀の生涯）』（原實訳・注解、中央公論社、1974、新版1980／中公文庫、2004）
- 『原始仏典10 - ブッダチャリタ』（梶山雄一ほか[4]訳・注解、講談社、1985／「完訳 ブッダチャリタ」講談社学術文庫、2019）
- 『昭和新纂国訳大蔵経 経典部 第12巻』「佛所行讃」（国訳大蔵経編輯部 東方書院、1932）近代デジタルライブラリー
- 『現代意訳・佛所行讃 』（池田卓然 訳、仏教経典叢書刊行会、1921）近代デジタルライブラリー